# Le Pas
Le Pas är en kommun i departementet Mayenne i regionen Pays de la Loire i nordvästra Frankrike. Kommunen ligger i kantonen Ambrières-les-Vallées som tillhör arrondissementet Mayenne. År 2022 hade Le Pas 522 invånare.

## Befolkningsutveckling
Antalet invånare i kommunen Le Pas
| Referens: INSEE |